# We're an American Band
We're An American Band é o sétimo álbum de estúdio da banda Grand Funk Railroad, lançado em 1973, pela gravadora Capitol Records. Este álbum está na lista dos 200 álbuns definitivos no Rock and Roll Hall of Fame.

## Faixas
1. "We're an American Band" (Brewer) – 3:27
2. "Stop Lookin' Back" (Brewer/Farner) – 4:52
3. "Creepin'" (Farner) – 7:02
4. "Black Licorice" (Brewer/Farner) – 4:45
5. "The Railroad" (Farner) – 6:12
6. "Ain't Got Nobody" (Brewer/Farner) – 4:26
7. "Walk Like A Man" (Brewer/Farner) – 4:05
8. "Loneliest Rider" (Farner) – 5:17

Reedição de 2002 faixa bônus
1. "Hooray" (Brewer/Farner) – 4:05
2. "The End" (Brewer/Farner) – 4:11
3. "Stop Lookin' Back (Acoustic Mix)" (Brewer/Farner) – 3:04
4. "We're An American Band [2002 Remix]" (Brewer) – 3:32